# David Hicks (Basketballspieler)
David Edward Hicks (* 1. August 1988) ist ein ehemaliger US-amerikanischer Basketballspieler.

## Laufbahn
Hicks wuchs in Mendota Heights im US-Bundesstaat Minnesota auf und spielte an der örtlichen St. Thomas Academy Basketball. Ein Jahr seiner High-School-Zeit verbrachte er zudem an der South Kent School in Connecticut.
Zwischen 2007 und 2011 spielte und studierte er an der Long Island University Brooklyn und wurde in dieser Zeit in insgesamt 124 Spielen der NCAA eingesetzt. Dabei erzielte er im Schnitt 9,3 Punkte pro Begegnung.
Seine Profilaufbahn begann Hicks unterklassig in Deutschland: Zunächst beim Regionalligisten UBC Münster, dann bei den Schwelmer Baskets in der 2. Bundesliga ProB. Er machte sich dort als offensivstarker Aufbauspieler einen Namen und wurde diesem Ruf auch gerecht, als er in der zweiten Hälfte der Saison 2014/15 für den Zweitligaverein Science City Jena auflief und einen Punkteschnitt von 18,2 pro Spiel verbuchte. Er spielte in der Saison 2015/16 in Israel und Lettland, im Februar 2017 unterschrieb er bei den Oettinger Rockets. Mit den Thüringern wurde er im Frühjahr 2017 ProA-Vizemeister, was den Bundesliga-Aufstieg bedeutete. Hicks trug zu diesem Erfolg in 20 Einsätzen durchschnittlich 13,8 Punkte bei.
Im Herbst 2017 nahm er an der Saisonvorbereitung der Iowa Wolves aus der NBA-G-League teil, wurde anschließend aber nicht verpflichtet. Ende November 2017 kehrte er nach Deutschland zurück und spielte wieder für die Schwelmer Baskets in der 2. Bundesliga ProB. In dem auf wenige Wochen begrenzten Engagement in Schwelm überzeugte Hicks als Korbschütze und erzielte in vier Partien im Durchschnitt 25,5 Punkte sowie 4,8 Rebounds und vier Korbvorlagen je Begegnung. Kurz vor Weihnachten 2017 lief sein Zeitvertrag in Schwelm aus.